# ألطاف رجا
ألطاف رجا (بالهندية: अल्ताफ राजा؛ بالإنجليزية: Altaf Raja) هو مغني هندي، ولد في 11 أكتوبر 1967 في ناغبور في الهند.

## وصلات خارجية
- الموقع الرسمي
- ألطاف رجا على موقع IMDb (الإنجليزية)
- ألطاف رجا على موقع ميوزك برينز (الإنجليزية)
- ألطاف رجا على موقع ديسكوغز (الإنجليزية)